# 青春コレクション
『青春コレクション』（せいしゅんコレクション）は、モーニング娘。の43枚目のシングル。2010年6月9日に発売された。

## 概要
前作「女が目立って なぜイケナイ」から約4か月ぶりのリリースで、2010年のシングル第2弾。
楽曲のシングル盤は、「初回生産限定盤A」、「初回生産限定盤B」、「初回生産限定盤C」、「通常盤」の4形態で発売された。
「初回生産限定盤」のみDVDが付属される。
「初回生産限定盤A」、「初回生産限定盤B」、「初回生産限定盤C」、「通常盤」の初回分には、イベント抽選シリアルナンバーカード封入される。
6月1日付music.jpビデオクリップデイリーランキングで1位を獲得。
今回のシングルの衣装の色は、●水色と●黄緑の2色を基調としたもの。

## 規格品番

### 初回生産限定盤A
- CD：EPCE-5709
- DVD：EPCE-5710

### 初回生産限定盤B
- CD：EPCE-5711
- DVD：EPCE-5712

### 初回生産限定盤C
- CD：EPCE-5713
- DVD：EPCE-5714

### 通常盤
- EPCE-5715

## 収録曲
全作詞・作曲：つんく
1. 青春コレクション
編曲：大久保薫
BS-TBS開局10周年企画 舞台『ファッショナブル』テーマ曲
当時のシングル曲はマイナー調が続いていたが、本曲はメジャー調。
センターは高橋愛。
メインボーカルは高橋愛、田中れいな、亀井絵里、新垣里沙、道重さゆみ。
2. 友（とも）
編曲：AKIRA
『Japan Expo 11』テーマソング
3. 青春コレクション（Instrumental）

### DVD
初回生産限定盤A
1. 青春コレクション（Dance Shot Ver.）

初回生産限定盤B
1. 青春コレクション（Close-up Ver.）

初回生産限定盤C
1. 青春コレクション（青春 Ver.-type1-）

## 参加メンバー
- 5期：高橋愛、新垣里沙
- 6期：亀井絵里、道重さゆみ、田中れいな
- 8期：光井愛佳、ジュンジュン、リンリン

## 参加ミュージシャン
- 大久保薫 - キーボード&プログラミング（1）
- 小池弘之ストリングス - ストリングス（1）
- 鎌田浩二 - ギター（1）
- 高橋愛 - コーラス（1、2）
- 亀井絵里 - コーラス（1、2）
- AKIRA - プログラミング（2）
- 竹内浩明 - コーラス（2）

## 収録アルバム
- Fantasy! 拾壱
- ベスト! モーニング娘。20th Anniversary